# Nuxalk
Nuxalk (også kaldet Bella Coola) er et oprindeligt folk i British Columbia, Canada. De har levet i floddalen ved floden Bella Coola og findes i dag i byen Bella Coola. Nuxalkfolket taler sproget nuxalk.